# Charlotte Flair
Ashley Elizabeth Fliehr, meglio conosciuta con il ring name Charlotte Flair (Charlotte, 5 aprile 1986), è una wrestler statunitense, sotto contratto con la WWE.
Figlia del pluri-campione Ric Flair, nel maggio del 2012 iniziò ad allenarsi al WWE Performance Center e nel luglio del 2013 debuttò ad NXT, territorio di sviluppo della WWE. Due anni dopo fu promossa nel main roster come parte della cosiddetta Women's Revolution.
Nella sua carriera ha detenuto sette volte lo SmackDown Women's Championship, sei volte il Raw Women's Championship, una volta il Divas Championship, due volte l'NXT Women's Championship e due volte il Women's Tag Team Championship insieme ad Asuka e Alexa Bliss; ha vinto l'edizione 2020 e l'edizione 2025 del royal rumble match.

## Biografia
Ashley Fliehr è la figlia di Ric Flair ed Elizabeth Harrell. Aveva un fratello di nome Reid, morto il 29 marzo 2013 a causa di un'overdose di eroina; ha inoltre due fratellastri, Megan e David, quest'ultimo wrestler che miltitò nella World Championship Wrestling a fine anni novanta e brevemente in WWF, nei primi anni duemila.

## Carriera

### WWE (2013–presente)

#### NXT(2013–2015)

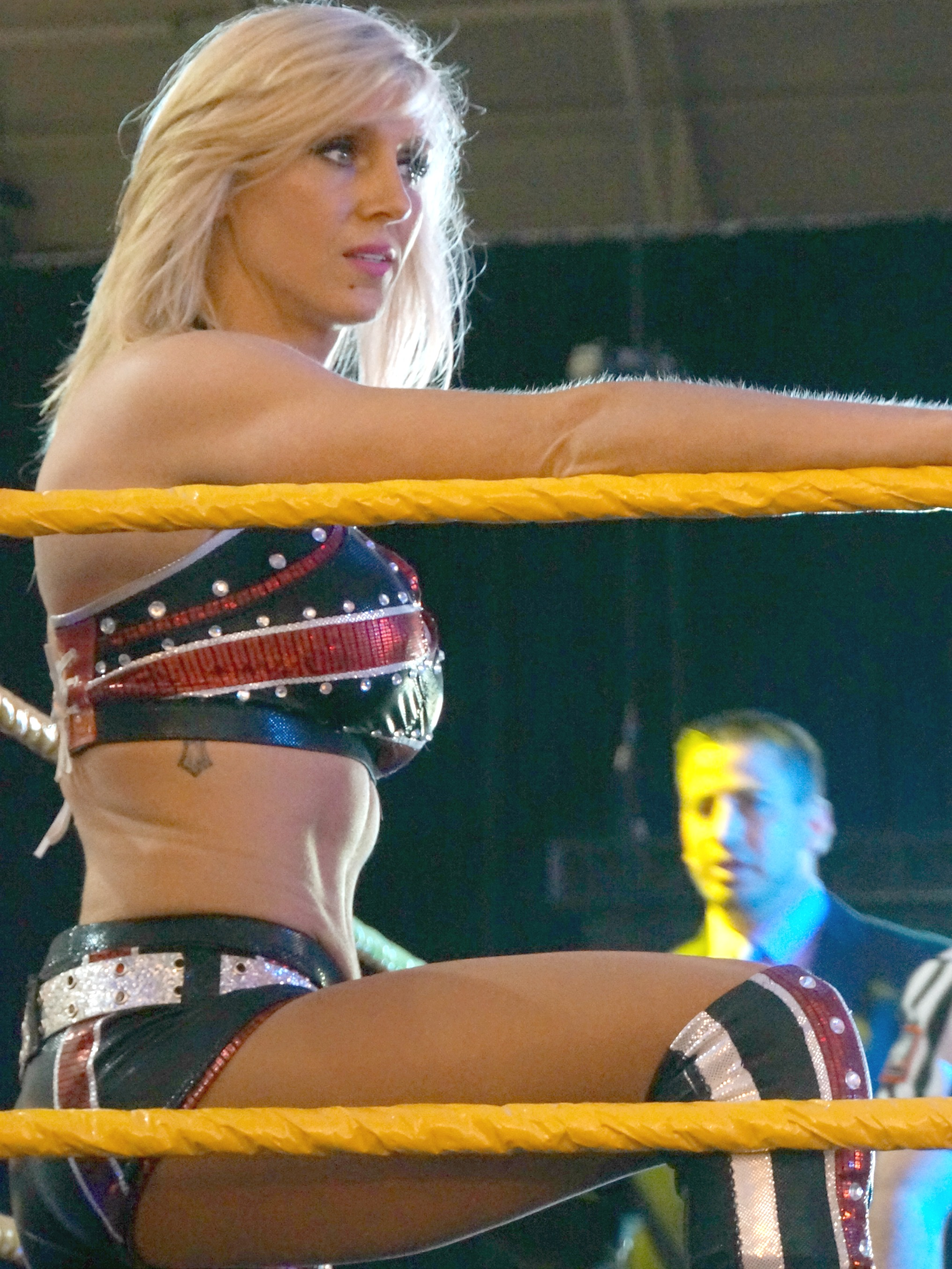
Charlotte nel 2014 a NXT

Il 17 maggio 2012 firmò un contratto di sviluppo con la WWE e venne assegnata al territorio di sviluppo di NXT. L'11 agosto scelse il ring name Charlotte e combatté il suo primo incontro televisivo il 17 luglio 2013, sconfiggendo Bayley. Nella puntata di NXT del 10 ottobre, Bayley accompagnò Charlotte nel suo match contro Santana Garrett, che vinse, durante il match Sasha Banks e Summer Rae fecero la loro apparizione sul ring per convincere Bayley a unirsi a loro. Nella puntata di NXT del 13 novembre, Charlotte attaccò Bayley e si unì alle BFFs, stabilendosi allo stesso tempo come heel. Dopo due mesi d'assenza a causa di un infortunio, tornò nella puntata di NXT dell'8 gennaio 2014 iniziando ad accompagnare Summer Rae e Sasha Banks nei loro match. In seguito alla promozione di Summer Rae nel main roster, Charlotte e Sasha Banks iniziarono una rivalità con Bayley, che nel frattempo si era alleata con Natalya. Il 6 aprile a WrestleMania XXX, apparve insieme a Sasha Banks e Alexa Bliss nell'entrata di Triple H nel suo match contro Daniel Bryan. La rivalità tra Charlotte e Paige si concluse nella puntata di NXT del 24 aprile, quando le due sconfissero Emma e Paige.
Nel mese di maggio, prese parte al torneo per il vacante NXT Women's Championship sconfiggendo Emma al primo turno, Alexa Bliss nelle semifinali, e Natalya in finale a NXT TakeOver del 29 maggio conquistando l'NXT Women's Championship. L'11 settembre a NXT TakeOver: Fatal 4-Way, sconfisse Bayley mantenendo il titolo Dopo ciò, Charlotte e Bayley iniziarono una rivalità con Sasha Banks e Becky Lynch nel corso di alcune settimane.
Charlotte fece la sua prima apparizione nel main roster nella puntata di Raw dedicata agli Slammy Award dell'8 dicembre, dove perse contro Natalya. Mantenne il titolo sconfiggendo Sasha Banks a NXT TakeOver: R Evolution, e nelle due rivincite che si svolsero a NXT. A NXT TakeOver: Rival, perse il titolo contro Banks in un fatal four-way match che includeva anche Bayley e Becky Lynch, concludendo il suo regno di 258 giorni. Tentò di riconquistare il titolo il 4 marzo a NXT, senza successo.
A NXT TakeOver: Unstoppable, lottò in coppia con Bayley sconfiggendo Emma e Dana Brooke. Dopo aver sconfitto ancora una volta Emma e la Brooke l'8 luglio a NXT in coppia con Sasha Banks, sfidò quest'ultima ad un match titolato. Le due si affrontarono di nuovo la settimana successiva, dove Banks mantenne il titolo, e in seguito le due si abbracciarono.

#### Divas Champion (2015–2016)

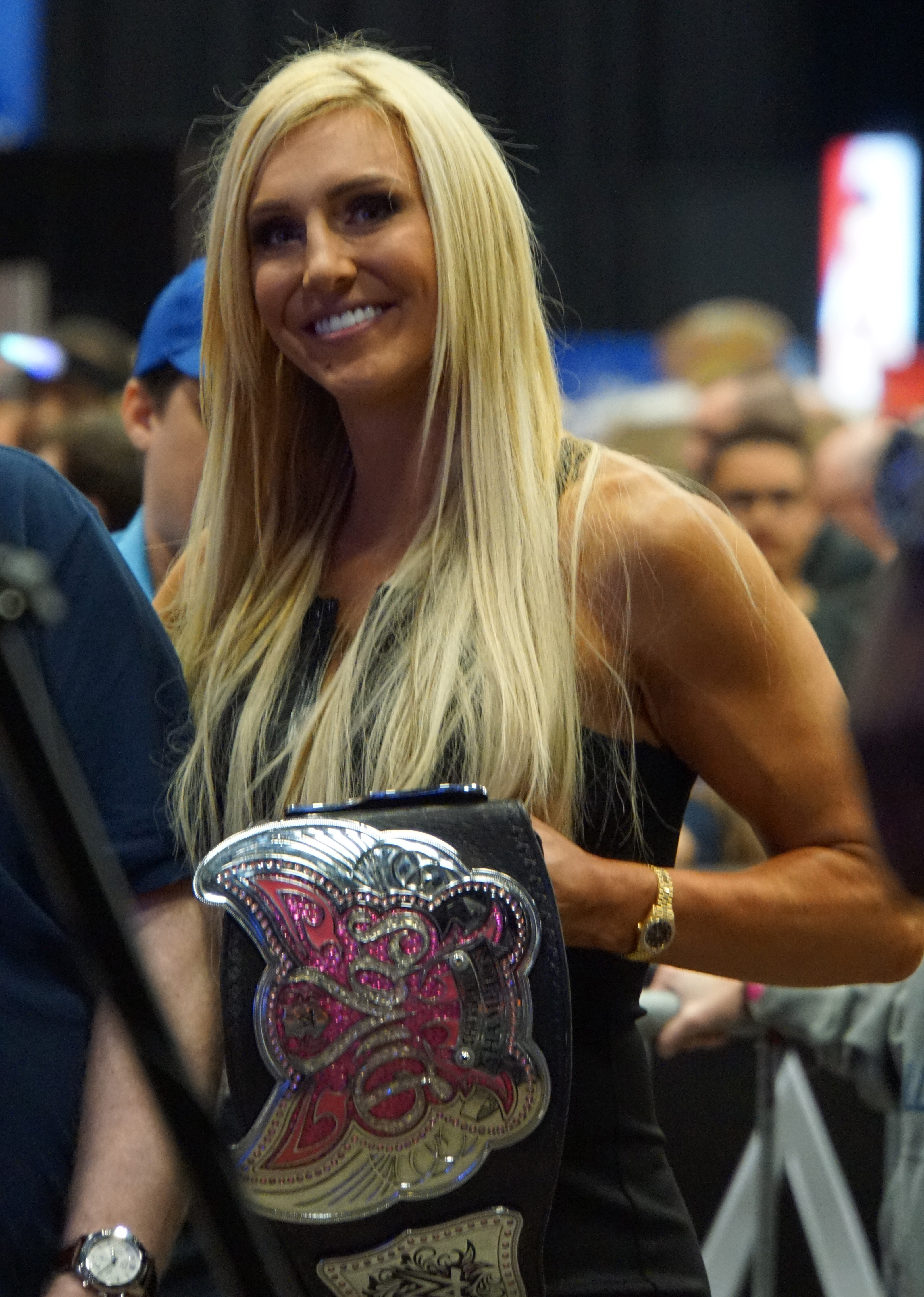
Charlotte con il WWE Divas Championship nel 2016

Nella puntata di Raw del 13 luglio 2015, Stephanie McMahon affermò di voler rivoluzionare la divisione delle divas, introducendo Charlotte, Becky Lynch e Sasha Banks. Charlotte e Lynch si allearono con Paige, la quale aveva una rivalità con il Team Bella (Alicia Fox e le Bella Twins), mentre Banks si alleò con Tamina e Naomi, portando così a una rivalità tra i tre team. Il trio composto da Charlotte, Becky Lynch e Paige venne rinominato Team PCB con le iniziali dei loro nomi. Il 19 luglio a Battleground, sconfisse Sasha Banks e Brie Bella in un triple threat match nel suo debutto in pay-per-view. I tre team si affrontarono a SummerSlam in un three team elimination match, vinto dal team di Charlotte. Nella puntata di Raw del 31 agosto, Charlotte vinse un Divas Beat the Clock challenge e fu nominata sfidante al Divas Championship di Nikki Bella.. Il suo match titolato contro Nikki Bella inizialmente previsto a Night of Champions, fu anticipato nella puntata di Raw del 14 settembre dove vinse per squalifica dopo aver schienato Brie a causa di uno scambio tra le due gemelle, portando di conseguenza Nikki Bella a mantenere il titolo.
Il 20 settembre a Night of Champions, sconfisse Nikki Bella conquistando il Divas Championship. La sera successiva a Raw durante la celebrazione, Paige fece un promo, dove voltò le spalle alle compagne. Nel mese di ottobre Paige sembrava essersi riconciliata le altre, salvo poi attacce Charlotte nel Raw successivo a Hell in a Cell, dove Charlotte aveva difeso il titolo in una rivincita contro Nikki Bella. Difese poi il titolo contro Paige in tre diverse occasioni: il 22 novembre alle Survivor Series, nella puntata di Raw del 22 ottobre e il 13 dicembre a TLC.
In seguito fu accompagnata dal padre Ric e iniziò a mostrare atteggiamenti da heel quando sconfisse Becky Lynch dopo aver finto un infortunio, oppure grazie alle interferenze scorrette del padre. Per tutto il mese di dicembre il rapporto tra le due rimase in bilico, dopo aver perso un match contro la stessa Lynch nella puntata di Raw del 4 gennaio 2016, Charlotte la colpì al termine della contesa. Ciò portò a un match tra le due nella puntata di SmackDown del 7 gennaio in cui Charlotte difese con successo il titolo grazie a un'altra distrazione del padre. Il 24 gennaio alla Royal Rumble sconfisse nuovamente Lynch in un match titolato, mentre il 21 febbraio a Fastlane batté Brie Bella. Il 12 marzo, a Roadblock, affrontò e sconfitto Natalya in un match titolato. Il 3 aprile a WrestleMania 32 il Divas Championship fu ritirato in favore del nuovo WWE Women's Championship, che Charlotte vinse dopo aver sconfitto Becky Lynch e Sasha Banks la sera stessa. Il 1º maggio a Payback  difese con successo il WWE Women's Championship contro Natalya (accompagnata da Bret Hart) in una rivisitazione dello screwjob di Montréal e il 22 maggio a Extreme Rules la batté nuovamente in un submission match (con Ric Flair fosse bandito da bordo ring e, qualora fosse intervenuto, Charlotte avrebbe perso il titolo), ma a causa dell'intervento di Dana Brooke, mantenne riuscì a prevalere. Nella puntata di Raw del 23 maggio, interruppe la collaborazione con il padre, dicendogli di non avere più bisogno di lui. Il 19 giugno, a Money in the Bank, Charlotte e Dana Brooke sconfissero Natalya e Becky Lynch. Nella puntata di Raw del 20 giugno, Charlotte ha difeso con successo il titolo contro Paige ma è stata attaccata nel post match dalla rientrante Sasha Banks.

#### Raw Women's Champion (2016–2017)

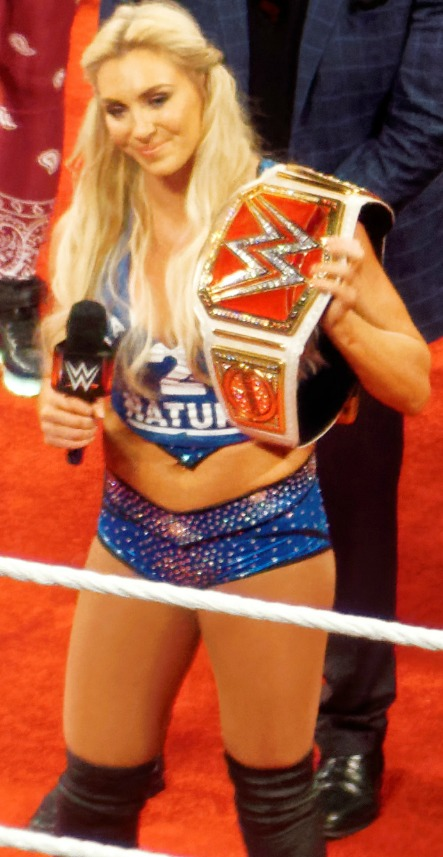
Charlotte con il WWE Raw Women's Championship nel 2016

Con la Draft Lottery avvenuta nella puntata di SmackDown del 19 luglio, fu trasferita nel roster di Raw e con lei anche il WWE Women's Championship. Il 24 luglio, a Battleground, Charlotte e Brooke furono sconfitte da Sasha Banks e Bayley. Nella puntata di Raw del 25 luglio, ha perso il titolo contro Banks dopo 113 giorni di regno.
Il 21 agosto, a SummerSlam, sconfisse Banks diventando per la seconda volta WWE Women's Champion. Il 25 settembre, a Clash of Champions, difese con successo il titolo contro Sasha Banks e Bayley in un Triple Threat match. Nella puntata di Raw del 3 ottobre, perse il titolo per la seconda volta contro Banks. Nella stessa puntata, Banks annunciò che, per la prima volta nella storia della divisione femminile, avrebbe difeso il suo titolo in un Hell in a cell match il 30 ottobre nell'omonimo pay-per-view contro Charlotte. A Hell in a Cell, però, fu quest'ultima a trionfare. Il 20 novembre, alle Survivor Series, prese parte al 5-on-5 Traditional Survivor Series Women's Elimination match come parte del Team Raw contro il Team SmackDown, risultando l'unica sopravvissuta, insieme a Bayley. Nella puntata di Raw del 28 novembre, affrontò nuovamente Banks in un match titolato, ma l'incontro terminò in un doppio count out; per questo motivo, il General Manager Mick Foley, fece ripartire il match più tardi, quella sera, rendendolo un Falls Count Anywhere match, vinto da Banks. Il 18 dicembre, a Roadblock: End of the Line, Charlotte vinse per la quarta volta il titolo in un 30-minute Iron Woman match per 3-2 (fuori tempo limite). Il 29 gennaio, alla Royal Rumble, difese con successo il titolo contro Bayley. Le due si affrontarono nuovamente a Raw del 13 febbraio, ma questa volta fu Bayley a prevalere, mettendo fine al regno di Charlotte, dopo 57 giorni. Nella rivincita del 5 marzo, a Fastlane, fallì l'assalto al titolo, subendo la prima sconfitta in un match titolato in pay-per-view dal 2015. Il 2 aprile, a WrestleMania 33, partecipò ad un Fatal 4-Way Elimination match che includeva anche la campionessa Bayley, Nia Jax e Sasha Banks ma fu eliminata per ultima dalla campionessa.

#### SmackDown Women's Champion (2017–2018)

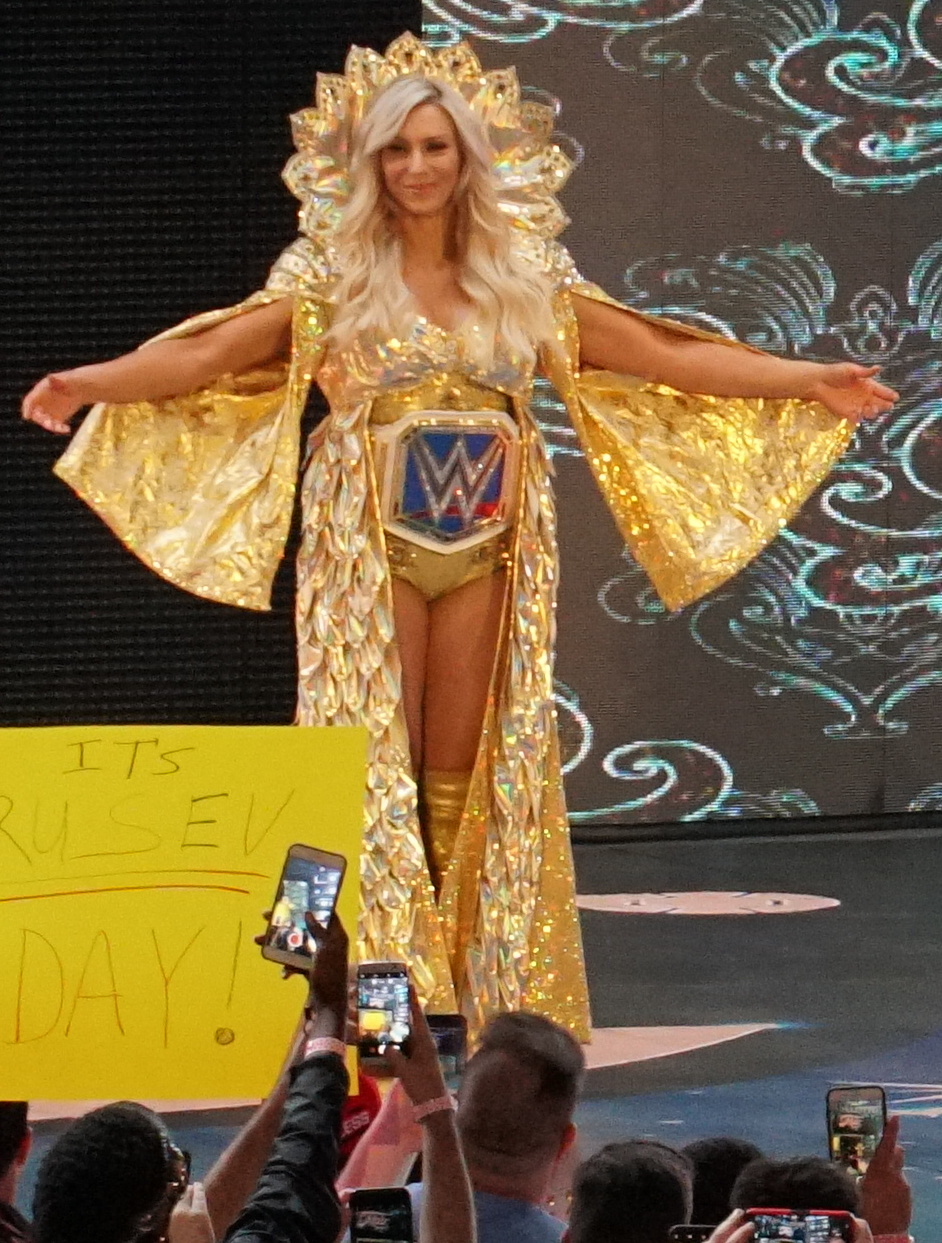
Charlotte con lo SmackDown Women's Championship nel 2018

Con lo Shake-up dell'11 aprile fu trasferita nel roster di SmackDown e nella puntata del 18 aprile, sconfisse la SmackDown Women's Champion Naomi in un match non titolato. Nella puntata del 25 aprile, il match titolato tra le due terminò in doppia squalifica a causa dell'intervento di Carmella, Natalya e Tamina.
Il 18 giugno, a Money in the Bank, partecipò al primo Women's Money in the Bank Ladder match assieme a Becky Lynch, Carmella, Natalya e Tamina ma il match fu vinto da Carmella grazie all'intervento di James Ellsworth che staccò la valigetta e la consegnò a Carmella. Nella puntata di SmackDown del 27 giugno, Charlotte ha partecipato nuovamente al Money in the Bank Ladder match, dopo che il General Manager Daniel Bryan annullò quello della sera prima, che fu vinto ancora una volta da Carmella. Il 23 luglio, a Battleground, partecipò ad Fatal 5-Way Elimination match che includeva anche Becky Lynch, Lana, Natalya e Tamina per determinare la sfidante allo SmackDown Women's Championship di Naomi per SummerSlam ma fu eliminata dalla vincitrice Natalya. Nella puntata di SmackDown del 19 settembre, vinse un Fatal 4-Way match che includeva anche Becky Lynch, Naomi e Tamina, diventando la sfidante al titolo detenuto da Natalya. L'8 ottobre, a Hell in a Cell, Charlotte sconfisse Natalya per squalifica ma il titolo è rimasto alla campionessa.
Nella puntata di SmackDown del 14 novembre, vinse un match titolato contro Natalya conquistando lo SmackDown Women's Championship e il 19 novembre, alle Survivor Series, vinse un champion vs. champion contro la Raw Women's Champion Alexa Bliss. Nella puntata di SmackDown del 21 novembre, fu sconfitta da Natalya per squalifica in un match titolato a causa dell'intervento delle debuttanti Liv Morgan, Ruby Riott e Sarah Logan, le quali attaccarono entrambe le contendenti. Il 17 dicembre, a Clash of Champions, difese con successo il titolo contro Natalya in un Lumberjill match.
L'11 marzo, a Fastlane, vinse contro Ruby Riott e a fine match, venne raggiunta dalla vincitrice del primo Women's Royal Rumble match Asuka, la quale scelse di sfidare Charlotte WrestleMania 34 per lo SmackDown Women's Championship. A WrestleMania, difese con successo il titolo contro Asuka, interrompendo inoltre la sua striscia d'imbattibilità. Nella puntata di SmackDown del 10 aprile, Carmella incassò il contratto del Money in the Bank e terminò il regno di Charlotte dopo 147 giorni.
A Backlash, affrontò Carmella con in palio lo SmackDown Women's Championship, ma fu sconfitta. Nella puntata di SmackDown dell'8 maggio, sconfisse Peyton Royce, qualificandosi per il Money in the Bank Ladder match, ma alla fine fu Alexa Bliss ad aggiudicarsi la valigetta.

#### Faida con Becky Lynch (2018–2019)
Dopo un periodo di inattività, tornò nella puntata di SmackDown del 31 luglio, sconfiggendo la SmackDown Women's Champion Carmella. Il 19 agosto, a SummerSlam, conquistò lo SmackDown Women's Championship per la seconda volta sconfiggendo la campionessa Carmella e Becky Lynch in un Triple Threat match; nel finale dell'incontro, tuttavia, Charlotte fu attaccata attaccata da Becky Lynch. Nella puntata di SmackDown del 28 agosto, Charlotte ha difeso con successo il titolo contro Carmella, ma nel post match fu attaccata nuovamente da Lynch e a Hell in a Cell, fu Lync a trionfare, terminando il regno di Charlotte.
Il 6 ottobre, a Super Show-Down, vinse per squalifica contro Lynch per squalifica ma senza cambio di titolo e nella rivincita del 9 ottobre a SmackDown, il match finì per doppio count-out. Il 18 novembre, a Survivor Series, sostituì l'infortunata Becky Lynch nel match contro la Raw Women's Champion Ronda Rousey, ma fu sconfitta per squalifica dopo aver colpito ripetutamente Rousey con un bastone da kendō. A TLC: Tables, Ladders & Chairs, prese parte al primo TLC match femminile della storia valevole per lo SmackDown Women's Championship che includeva anche la campionessa Becky Lynch e Asuka, ma il match fu vinto da quest'ultima a causa dell'intervento di Ronda Rousey. Nella puntata di SmackDown dell'8 gennaio 2019,  partecipò ad un Triple Threat match che includeva anche Becky Lynch e Carmella con in palio la possibilità di affrontare Asuka in un match titolato alla Royal Rumble, ma il match fu vinto da Lynch. Il 27 gennaio, al ppv, entrò nel Royal Rumble match con il numero 13, resistendo per 50 minuti e venendo eliminata per ultima da Becky Lynch.
Nella puntata di SmackDown del 29 gennaio, attaccò brutalmente Becky Lynch alla gamba infortunata due giorni prima alla Rumble, effettuando un turn heel. Nella puntata di Raw dell'11 febbraio, fu annunciata come sostituta di Becky Lynch nel match valido per il Raw Women's Championship contro Ronda Rousey, dopo che Lynch fu sospesa da Vince McMahon (kayfabe). A Elimination Chamber, Flair, presente a bordo ring per osservare il match di Ronda Rousey contro Ruby Riott, a fine match, arrivò Lynch che con una stampella colpì sia Rousey che Flair. Nella puntata di Raw del 4 marzo, la commissioner Stephanie McMahon sancì un match tra Charlotte e Lynch, valido per la riassegnazione del Raw Women's Championship (apparentemente reso vacante da Ronda Rousey la settimana prima, poiché impossibilitata ad affrontare Becky Lynch a WrestleMania 35) a Fastlane, però, la sera stessa Rousey si riprese il
titolo, ed è per questo che Stephanie McMahon annunciaò che il match fra Charlotte e Lynch si sarebbe disputato ugualmente, ma senza titolo in palio e se Becky avesse vinto, il match di WrestleMania 35, sarebbe diventato un triple treath match. A Fastlane, dopo aver dominato l'intero match Charlotte fu sconfitta per squalifica, a causa dell'interferenza di Rousey, che attaccò Lynch. Nella puntata di Raw del 25 marzo fu annunciato che il triple treath match WrestleMania 35 sarebbe stato il primo main event femminile della storia. Nella puntata di SmackDown del 26 marzo, Charlotte vinse lo SmackDown Women's Championship contro Asuka e a fine match fu annunciato che Charlotte avrebbe comunque preso parte al match di WrestleMania 35 e nella successiva puntata di Raw Stephanie McMahon annunciò che il match sarebbe stato un "Winner Takes All" , quindi la vincitrice avrebbe detenuto entrambe le cinture. Il 7 aprile, a WrestleMania 35 Becky Lynch vinse, schienando Rousey.
Nella puntata di SmackDown del 23 aprile, vinse un match contro Bayley per determinare la sfidante allo SmackDown Women's Championship di Becky Lynch a Money in the Bank, dove Charlotte riuscì a vincere grazie all'aiuto di Lacey Evans. nel post match le due continuano ad infierire su Becky finché non arrivò la neo vincitrice del Money in the Bank Bayley, la quale riescì a mettere in fuga la Evans e mandare KO Charlotte, e dopo qualche minuto di esitazione Bayley, incassò il money in the bank e vinse il titolo. Nella puntata di SmackDown del 4 giugno, durante un segmento di A Moment of Bliss fu annunciato un triple treath match tra Alexa Bliss, Carmella e Charlotte, la cui vincitrice sfiderà Bayley in un match titolato a Stomping Grounds, ma fu vinto da Bliss.

#### Varie faide (2019–2020)
Nella puntata di SmackDown del 30 luglio, interruppe un segmento sul ring tra Jerry Lawler e Trish Stratus, sfidando quest'ultima ad un match per SummerSlam, dove fu Charlotte a trionfare. Nella puntata di SmackDown del 20 agosto,venne intervistata da Alexa Bliss e Nikki Cross nel talk show A Moment of Bliss, segmento interrotto dalla SmackDown Women's Champion Bayley, la quale accettò una sfida titolata laciatale dal Flair a Clash of Champions, ma fu sconfitta. Dopo diversi scontri nelle successive puntate di SmackDown, il 4 ottobre fu ufficializzato che a Hell in a Cell Flair affronterà nuovamente Bayley con in palio lo SmackDown Women's Championship, match che fu vinto da Flair, che diventò complessivamente una dieci volte campionessa, record assoluto per le donne in WWE. L'11 ottobre a SmackDown, affrontò nuovamente Bayley, ma dopo aver dominato il match fu sorpresa da un roll-up che valse vittoria e titolo a quest'ultima.
Nella puntata di Raw del 14 ottobre, per effetto del Draft fu trasferita nello show rosso e nel corso della serata, fu sconfitta dalla Raw Women's Champion Becky Lynch in un match non titolato.
Nella puntata di Raw del 18 novembre, fu inserita nel Team Raw per le Survivor Series durante il 5-on-5-on-5 Traditional Survivor Series Women's Elimination match contro i roster di SmackDown ed NXT e il 24 novembre, al pay-per-view il Team Raw (Charlotte Flair, Asuka, Kairi Sane, Natalya e Sarah Logan), opposto al Team SmackDown (Sasha Banks, Carmella, Dana Brooke, Lacey Evans e Nikki Cross) e al Team NXT (Rhea Ripley, Candice LeRae, Io Shirai, Bianca Belair e Toni Storm), Charlotte fu eliminata da Evans dopo che Asuka le ha sputò in faccia il green mist e alla fine fu il Team NXT a vincere il match. Il 1º dicembre, durante l'evento Starrcade, Charlotte e Becky Lynch sfidarono le campionesse Kabuki Warriors, Bayley & Sasha Banks e Alexa Bliss e Nikki Cross in un Fatal 4-Way Tag Team match valevole per i Women's Tag Team Championship, dove le giapponesi mantennero le cinture. Nella puntata di Raw del 2 dicembre fu attaccata brutalmente dalle Kabuki Warriors, per poi sfidare lei e Becky in un match valevole per i Women's Tag Team Championship per TLC in un Tables, Ladders, and Chairs match. Il 15 dicembre, a TLC, Charlotte e Becky Lynch furono sconfitte, non riuscendo a conquistare i titoli di coppia femminili.

#### Regni titolati (2020–presente)
Il 26 gennaio, alla Royal Rumble, prese parte alla terza edizione del women's royal rumble match entrando col numero 17 e vincendo per la prima volta la rissa reale, eliminando Bianca Belair, Sarah Logan, Kelly Kelly e per ultima Shayna Baszler, guadagnandosi l'opportunità di scegliere la campionessa appartenente a qualsiasi roster da sfidare a WrestleMania 36. Nella puntata di Raw del 3 febbraio, parlò della sua decisione riguardo alla campionessa da affrontare, affermando di aver conquistato già diverse volte entrambi il Raw Women's Championship e lo SmackDown Women's Championship, oltre ad aver sconfitto le rispettive campionesse Becky Lynch e Bayley in svariate occasioni, però la Queen vuole altri successi e continuare la sua raccolta di regni titolati arrivati a quota 10, ma viene interrotta dalla NXT Women's Champion Rhea Ripley, la quale chiede a Flair di sfidarla a WrestleMania 36, non ricevendo una risposta definitiva. Nella puntata di NXT del 5 febbraio, fece ritorno nello show giallonero dopo quasi cinque anni di assenza, raggiungendo Bianca Belair sul ring, prima sfidante all'NXT Women's Championship e avversaria di Rhea Ripley a NXT TakeOver: Portland e dopo essersi confrontata con lei, arrivò Rhipley e dopo un nuovo confronto partì una rissa tra le tre. A TakeOver: Portland, al termine del match che vide Rhipley difendere il titolo, Flair attaccò alle spalle la campionessa ufficializzando il match per WrestleMania 36, confermandola definitivamente la settimana successiva a Raw. Dopo mesi di promo e attacchi reciproci, il 5 aprile, durante la seconda serata di WrestleMania 36, sconfisse Ripley facendola cedere alla Figure-Eight, conquistando l'NXT Women's Championship. Dopo aver battuto diverse atlete di NXT, nella puntata dello show giallo del 22 aprile, fu raggiunta dalla sfidate al titolo Io Shirai, ma nel match della settimana successiva, Flair viene squalificata dopo aver utilizzato un kendo stick. Nella puntata di NXT del 20 maggio, intervenne durante l'incontro fra Io Shirai e Rhea Ripley terminandolo in no contest, dopo aver colpito entrambe. Poco dopo venne annunciato un Triple threat match titolato per NXT TakeOver: In Your House 2020. In seguito, prese parte al triple threat match insieme a Natalya e Nia Jax per determinare l'avversaria di Asuka a Backlash per il Raw Women's Championship, ma l'incontro fu vinto da Jax che effettua lo schienamento vincente su Natalya. Il 7 giugno, al ppv, perse il titolo, dopo che Shirai eseguì un Moonsault su Ripley, mentre questi era chiusa nella Figure-Eight di Charlotte, cedendo dunque la cintura dopo 63 giorni di regno.
Nella puntata di Raw del 22 giugno, dopo un duro confronto con Nia Jax, iniziò una rissa, dove al termine Flair riporta un infortunio al braccio sinistro (kayfabe) e nonostante ciò, affrontò comunque Asuka che la sottomise alla Asuka Lock, subendo la prima sconfitta contro la giapponese. Nel post match, nel corso di un'intervista con Charly Caruso, venne attaccata alle spalle da Jax, che infierì sul braccio infortunato.
Dopo sette mesi di assenza sul ring, tornò il 20 dicembre a TLC: Tables, Ladders & Chairs facendo coppia con Asuka e vincendo il Women's Tag Team Championship contro Nia Jax e Shayna Baszler. Nella puntata di SmackDown del 25 dicembre 2020, difesero con successo i titoli in un Triple Threat Tag Team Elimination match che comprendeva anche Bayley e Carmella e Bianca Belair e Sasha Banks. Il 31 gennaio, nel Kick-off della Royal Rumble, persero le cinture contro Jax e Baszler a causa delle distrazioni di Lacey Evans e Ric Flair dopo 42 giorni di regno.
Dopo WrestleMania 37 (a cui non poté partecipare a causa della sua positività al COVID-19) iniziò un'accesa rivalità con la neo campionessa Rhea Ripley, che riuscì a battere a Money in the Bank e diventare per la quinta volta Raw Women's Champion, ma la sera dopo a Raw, al termine del rematch con Ripley (vinto da quest'ultima per squalifica) Nikki A.S.H., incassò la valigetta del Money in the Bank e le soffiò il titolo vinto 24 ore prima. A SummerSlam, riconquistò la cintura per la sesta volta in un Triple Threat match che comprendeva Nikki A.S.H. e Rhea Ripley.
In seguito al draft 2021, Flair fu spostata a SmackDown e Becky Lynch a Raw e il 22 ottobre durante la puntata di SmackDown si è scambiò il titolo con Lynch, diventando per la sesta volta SmackDown Women's Championship.
A WrestleMania 38 batté la vincitrice del royal rumble match Ronda Rousey e nella successiva puntata di SmackDown, Rousey la sfidò ad un i "quit" match per WrestleMania Backlash dove fu sconfitta, perdendo il titolo.
Dopo un'assenza di quasi un anno per la rottura del Legamento crociato anteriore e del mediale, torna a Royal Rumble, dove ha vinto l'omonimo match diventando la prima donna a vincere due volte la rissa reale. Decise di sfidare Tiffany Stratton, detentrice del WWE Women's Championship, a WrestleMania 41 però fu sconfitta.
Formò poi una coppia con Alexa Bliss e, a Evolution 2025, parteciparono ad un fatal 4-way per il Women's Tag Team Championship contro le campionesse Raquel Rodriguez e Roxanne Perez, le Kabuki Warriors e Sol Ruca e Zaria, ma a vincere furono le campionesse. Si presero la rivincita a SummerSlam, dove riuscirono a conquistare le cinture.

## Vita privata
Dal 2010 al 2012 è stata sposata con Riki Johnson e dal 2013 al 2015 con il wrestler Thom Latimer. Dopo aver divorziato da quest'ultimo, nel 2019 ha iniziato una relazione con il collega Andrade, che ha sposato il 28 maggio 2022; Charlotte Flair ha presentato istanza di separazione nel giugno 2024, ufficializzata in divorzio da un giudice a ottobre dello stesso anno.

## Personaggio

### Mosse finali
- Figure-Eight (Figure-eight leglock)[2]
- Natural Selection (Somersault cutter)[2]

### Soprannomi
- "Daddy's Little Girl"[60]
- "The Dirtiest Player in the Game"[60]
- "The Flair of NXT"[61]
- "The Genetically Superior Athlete"
- "The Nature Girl"[60]
- "The Queen"[62]

## Titoli e riconoscimenti
- Pro Wrestling Illustrated
  - Rookie of the Year (2014)
  - Feud of the Year (2016) - con Sasha Banks
  - Woman of the Year (2016)
  - 1ª tra le 50 migliori wrestler femminili nella PWI Female 50 (2016)
- Sports Illustrated
  - 2ª tra le 10 migliori wrestler femminili dell'anno (2018)
- WWE
  - WWE SmackDown Women's Championship (7)[9]
  - WWE Raw Women's Championship (6)[63][10]
  - NXT Women's Championship (2)[12]
  - WWE Women's Tag Team Championship (2) – con Asuka (1) e Alexa Bliss (1)[64]
  - WWE Divas Championship (1)[11]
  - Women's Royal Rumble (edizione 2020[13] e edizione 2025)[14]
  - Women's Triple Crown Champion
  - Women's Grand Slam Champion
- Wrestling Observer Newsletter
  - Worst Feud of the Year (2015) - Team PCB vs. Team B.A.D. vs. Team Bella